# Pompoko
Cet article possède un paronyme, voir Poko (homonymie).
Pompoko (平成狸合戦ぽんぽこ, Heisei tanuki gassen ponpoko, « Pompoko, la grande bataille des tanukis de Heisei ») (en anglais, Pom Poko) est un film d'animation japonais d'Isao Takahata, produit par le studio Ghibli. Basé sur une idée originale de Hayao Miyazaki, c'est pourtant son complice Isao Takahata, qui met en scène ce conte animalier et mythologique alliant avec subtilité les deux thèmes de prédilection des Studio Ghibli.
Il sort au Japon le 16 juillet 1994 et est projeté au Festival d'Annecy l'année suivante, où il reçoit le prix de la critique. Il faut cependant attendre le 19 octobre 2005 pour une sortie au cinéma en France.
Pompoko est le 9e long métrage présenté par les Studio Ghibli au Grand public. Il se situe entre les films Umi ga Kikoeru (Je peux entendre l'océan, Tomomi Mochizuki, 1993 ) et Mimi wo Sumaseba (Si tu tends l'oreille, Yoshifumi Kondō, 1995). Dans la filmographie d'Isao Takahata au sein des studios Ghibli, Pompoko est son 3e long métrage après Hotaru no haka (Le tombeau des lucioles, 1988), Omoide poro poro (Souvenirs goutte à goutte, 1991) et juste avant Hōhokekyo tonari no Yamada-kun (Mes voisins les Yamada, 1999).

## Synopsis
L'histoire commence à la fin des années 1960 au Japon. Les tanukis racontent leur histoire face à la menace d’un gigantesque projet de développement urbain appelé « La nouvelle Tama », dans les collines de Tama, à la périphérie de Tokyo. Le projet vise à transformer les habitations rurales en habitations urbaines, pouvant abriter un grand nombre de personnes.
L'histoire reprend au début des années 1990 au Japon, pendant les premières années de l'ère Heisei. Avec un espace vital limité et une nourriture qui diminue chaque année, les tanukis commencent à se battre entre eux pour les ressources qui diminuent, mais à l'instigation de la matriarche Oroku, ils décident de s'unir pour arrêter le développement.
Plusieurs tanukis mènent la résistance, dont le chef agressif Gonta, le vieux gourou Seizaemon, la vieille sage Oroku et le jeune et débrouillard Shokichi. Grâce à leurs talents d'illusionnistes (qu'ils doivent réapprendre après les avoir oubliés), ils organisent un certain nombre de diversions, attaques psychologiques par exemple contre un policier poursuivi par des noppera-bō (monstre sans visage), mais aussi des sabotages industriels. Ces attaques blessent et tuent même des gens, effraient les ouvriers du bâtiment et les poussent à démissionner, mais d'autres ouvriers les remplacent immédiatement. Désespérés, les tanukis envoient des messagers chercher de l'aide auprès de divers anciens légendaires d'autres régions.
Après plusieurs années, l'un des messagers, Tamasaburo, revient avec un trio d'anciens de l'île lointaine de Shikoku, où le développement n'est pas un problème et où les tanukis sont encore vénérés. Afin de rétablir le respect pour le surnaturel, le groupe organise une grande parade de fantômes pour faire croire aux humains que la ville est hantée. L'effort de l'illusion massive tue l'un des anciens et son esprit est élevé dans un raigō. Leur effort semble gaspillé lorsque le propriétaire d'un parc à thème voisin s'attribue le mérite de la parade, affirmant qu'il s'agissait d'un coup de publicité.
Avec ce revers, l'unité des tanukis est finalement rompue et ils se séparent en petits groupes, chacun suivant une stratégie différente. Un groupe dirigé par Gonta opte pour le combat direct, retenant les travailleurs jusqu'à ce qu'ils soient anéantis lors d'une bataille rangée avec la police, et finalement, fusionnés sous la forme d'un tsurube-otoshi, tués en bloquant le chemin d'un dekotora qui arrivait en sens inverse. Un autre groupe tente désespérément d'attirer l'attention des médias en faisant des apparitions à la télévision pour plaider leur cause contre la destruction de l'habitat. L'un des anciens devient sénile et lance un culte de la danse bouddhiste parmi les tanukis incapables de se transformer, et finit par s'embarquer avec eux dans un bateau qui les emmène à la mort, tandis que l'autre ancien cherche à rejoindre le monde des humains comme l'ont déjà fait les derniers renards qui se sont transformés.
Lorsque tout a échoué, dans un dernier acte de défi, les tanukis restants mettent en scène une grande illusion, transformant temporairement la terre urbanisée en son état primitif pour rappeler à tous ce qui a été perdu[3]. Finalement résignés, les tanukis les plus entraînés à l'illusion suivent l'exemple des renards : ils se fondent dans la société humaine un par un, en abandonnant ceux qui ne peuvent pas se transformer… Bien que l'appel des médias arrive trop tard pour arrêter la construction, le public réagit avec sympathie aux tanukis, poussant les promoteurs à réserver certaines zones pour en faire des parcs. Cependant, les parcs sont trop petits pour accueillir tous les Tanukis qui ne se transforment pas. Certains tentent d'y survivre, évitant la circulation pour fouiller les poubelles à la recherche de nourriture, tandis que d'autres se dispersent plus loin dans la campagne en devant rivaliser avec les tanukis qui y sont déjà.
Un jour, Shokichi, le narrateur, qui a lui aussi rejoint le monde des humains, rentre du travail lorsqu'il voit un tanuki non transformé s'engouffrer dans la brèche d'un mur. Shokichi s'élance à sa suite pour arriver dans une clairière herbeuse où se rassemblent certains de ses anciens compagnons. Il se retransforme joyeusement en Tanuki pour les rejoindre. L'ami de Shoukichi, Ponkichi, s'adresse au spectateur en demandant aux humains d'être plus attentifs aux tanuki et aux autres animaux moins doués pour la transformation, et de ne pas détruire leur espace de vie ; au fur et à mesure que la vue s'éloigne, leur environnement se révèle être un terrain de golf dans une banlieue tentaculaire.

## Liste des personnages
La narration : Vers la fin du film, Shokichi se souvient et raconte son histoire après la guerre.
Shokichi : tanuki narrateur du film et son vrai nom : Shokichi Kagemori. Il a un caractère calme et posé et ses pensées sont humaines. Il est le chef de la "faction prudente", un groupe de Tanukis modérés prônant la coexistence avec les humains. Enfant, il avait l'habitude d'imiter les jeux des enfants humains. La règle inflexible du monde des tanuki est de ne pas s'impliquer profondément dans le monde des humains. Cependant, il est dit que le père de Shokichi n'a pas condamné ses enfants pour avoir imité le comportement humain, mais qu'il les a plutôt encouragés à le faire. En même temps, il aurait parlé à ses enfants à plusieurs reprises de la cruauté des humains. C'est peut-être parce qu'il a été élevé dans un tel environnement que Shokichi est décrit par certains tanuki comme étant "comme un humain". Bien que jeune, il est l'un des meilleurs transformistes des tanukis de Tama et participe aux réunions de la coalition. En fait, dans l'histoire, Shokichi propose aux tanukis des collines de Tama un "système de rationnement" par lequel ces derniers se procureraient de la nourriture, une "campagne de sécurité routière" pour les empêcher de mourir dans des accidents de la route, et la création d'un groupe de sauvetage pour les malheureux capturés par les humains. Il propose également la création d'une équipe de sauvetage pour les tanukis capturés par l'homme. A la fin du film, il vit comme un humain et travaille comme employé de bureau.
Okiyo : Nom réel : Kiyo du temple Enkiri. Elle est devenue la femme de Shokichi et a donné naissance à quatre petits. On raconte que le grand-père d'Okiyo a perdu la vie après avoir reçu un coup de feu, mais qu'au lieu d'être mangé par les humains, il a été vendu à prix d'or comme fourrure fine, ce dont elle est fière. Le nom de l'"opération des étoiles jumelles" réalisée par Shokichi et Okiyo, ainsi que les répliques qu'ils ont utilisées à l'époque, sont tirés du conte pour enfants "Les étoiles jumelles" de Kenji Miyazawa. Lorsqu'ils se mettent à vivre comme des humains , elle devient serveuse dans un snack-bar. Ce qu'il advient de leurs enfants n'est pas précisé.
Le moine Tsurukame : Un tanuki qui vit dans le temple Manpukuji sur la montagne Botamochi. Il est âgé de 105 ans. Il est chargé d'organiser la tribu, de planifier des stratégies contre les humains et d'organiser des réunions avec les chefs des tanukis de différentes régions. En tant que moine, il prie pour l'âme des humains morts au cours de la guerre des Tanukis. Frustré par l'échec de l'opération Yokai et par le fait que tout ait été mis sur le dos de Wonderland, il est déterminé à dire la vérité, même s'il doit pour cela enfreindre les règles du monde des tanukis. Lors d'une interview télévisée, il prend la forme d'un tanuki de Shigaraki et apparaît devant des humains, affirmant finalement, sous sa forme originale, que c'était leur faute. Il a ensuite vécu en tant qu'humain et travaillé comme moine dans le monde des humains.
Oroku-ba (vieille femme) : Nom réel : Oroku, la boule de feu. Elle porte un kimono rouge. Elle a un esprit fort et est un poids lourd qui, avec le moine Tsurukame, prend la tête de la coalition des tanukis. Lors de sa première apparition, elle est intervenue dans le combat entre le clan Takagamori et le clan Suzugamori et y a mis fin en chantant. Elle est versée dans l'art ancien de la métamorphose et est chargé d'enseigner aux jeunes chiens viverrins comment se transformer. Elle a voulu empêcher le moine Tsurukame de parler directement aux humains dans une interview télévisée, car cela brisait la règle sacrée du monde des tanukis, mais elle change d'avis et déclare aux journalistes : "Les montagnes sont notre habitat, nous ne voulons pas qu'elles disparaissent  ! C'est le souhait de tous ceux qui vivent dans les montagnes. ‼︎". Depuis lors, elle vit sous forme humaine en tant que diseuse de bonne aventure et se fait appeler "Mère de Tama". Ses coiffures et ses kimonos ressemblent à ceux de Tanuki Musume et de Kimono Raccoon de Shigeru Mizuki.
Gonta : Nom réel : Gonta de Takagamori. Chef d'un groupe radical, connu sous le nom de "hard-liners", qui affirme que toutes les personnes qui leur causent du tort doivent être tuées. Il est le chef du clan Takagamori. Il a une idéologie sanguinaire et extrémiste qui n'est pas sans rappeler l'image d'un chien viverrin. Il voue une haine intense aux humains qui lui ont volé sa forêt natale et compte bien les chasser et les exterminer pour de bon. Après son retour triomphal du sabotage du développement de la ville nouvelle, il est victime d'un accident (lors d'un soulèvement du torse, tout le monde est surpris par les informations télévisées et se précipite vers l'écran, ce qui provoque sa chute et le fait piétiner par de nombreuses autres personnes), entraînant une fracture complexe, une rupture des organes internes et d'autres blessures qui mettront jusqu'à un an à guérir. Il regrette de ne pas avoir pu participer à la bataille et condamne la tiédeur avec laquelle ses compagnons n'ont pas infligé de grands dommages aux humains. Ses paroles et ses actes ne sont pas bien accueillis par les siens, et il est même accusé par Aozaemon, un ancien avec qui il avait eu des relations hostiles, d'être "pour le bien des tanukis de Tama". Cependant, lorsqu'il tenta un coup d'état pour prendre la tête de la coalition et l'orienter vers la guerre armée, il échoua à la suite des paroles de Ponkichi lors d'un discours sur le bannissement des humains, dans lequel il se plaignait que si Gonta les tuait tous, il ne pourrait plus manger de nourriture humaine, il s'est écrié en larmes qu'il voulait aussi continuer à manger de la nourriture humaine. Comme les autres, il est faible lorsqu'il s'agit de nourriture. Néanmoins, dans ses derniers instants, lui et ses partisans anti-humains attaquent avec la détermination de les écraser à coups de testicules et se battent durement contre la police anti-émeute, mais ils sont vaincus. Plus tard, il revint à la vie avec ses camarades dans un état proche de celui d'un mort-vivant, forma avec eux un tsurube-otoshi et écrasa plusieurs voitures, mais il fut coupé en deux par un camion qui tua tous les autres chiens viverrins avec lui. Vers la fin, il y a une scène où Shokichi et les autres sous forme humaine se rendent sur sa tombe.
Aozaemon : L'aîné de Suzugamori. Gonta et lui étaient ennemis, mais après la crise de la forêt, ils ont uni leurs forces. Il est peu agissant. Shokichi nous dit qu'il a, après la fin de la guerre, vécu en tant qu'humain, mais qu'il a perdu son esprit de tanuki et qu'il a même fait carrière dans l'immobilier au détriment de la forêt.
Ponkichi : L'ami d'enfance de Shokichi, que l'on peut reconnaître à son écharpe bleu clair. Un Tanuki ordinaire qui ne peut pas changer. Il est paresseux, mais a une personnalité douce et porte une écharpe bleu clair. Lorsque Gonta, un tanuki pur et dur, répond qu'il a l'intention de se débarrasser à jamais de tous les humains, Ponkichi et Shokichi ne sont pas contents et plaident la cause des humains en parlant de leur délicieuse nourriture ; Gonta et ses partisans reviennent alors sur leur décision. Ponkichi n'était pas un tanuki transformiste, mais il resta vivre dans la clandestinité urbaine au lieu d'embarquer sur le bateau de Tasaburō pour mourir.
Bunta : Nom réel : Bunta de Mizunomizawa. Il fut choisi parmi les plus jeunes tanuki comme émissaire pour demander le soutien des influents grands maitres de la Métamorphose et partit pour Sado à la recherche du grand maitre Futaiwa Danzaburo. Lorsqu'il revient à Tama vers la fin de l'histoire, il se désole de la transformation de la forêt et déclare : "Je suis un Urashima Taro après seulement trois ans. Je suis censé tromper les humains, mais ce sont les Tanukis qui sont trompés", se lamente-t-il. Depuis, il vit comme un être humain.
Tamasaburo : Nom réel : Tamasaburo d'Onigamori. En tant que tanuki, il a une apparence bien définie, et lorsqu'il se transforme en humain, il devient un beau jeune homme populaire auprès des femmes. Comme Bunta, il a été choisi parmi les jeunes Tanukis transformistes comme émissaire pour demander le soutien d'un ancien, et il est parti pour Shikoku pour rendre visite à Kincho sixième du nom. Arrivé à destination, il s'effondra d'épuisement et fut soigné par la fille de Kincho, Koharu, avec laquelle il se lia et eut des enfants. Après la guerre, il devint officiellement le mari de Koharu et succéda à son beau-père à la tête de la famille Kincho.
Sasuke : Un tanuki à l'allure intellectuelle avec des lunettes. Il a l'esprit clair.
Kincho VI : Seigneur du Kincho Taimeijin (sanctuaire de Kincho) dans la ville de Komatsushima, préfecture de Tokushima. Il est le père de Koharu et le beau-père de Tamasaburo. Il est le plus impliqué dans l'histoire parmi les anciens qui se sont précipités de Shikoku, et il est aussi le seul survivant. À la suite de l'affaire du défilé de yōkai, il est approché par Ryutaro, un renard sous apparence humaine, qui lui enjoint de se résigner à vivre sous forme humaine et de travailler pour le directeur du parc d'attractions qui a revendiqué le défilé monstrueux comme étant un coup de publicité. À la fin de la guerre de Tama, il retourne au sanctuaire de Kincho et est réintégré en tant que prêtre en chef.
Tasaburo :   Un tanuki qui vit sur Yashima. Il est le plus âgé, 999 ans, et on dit qu'il a observé Nasu Yoichi lors de la bataille de Yashima. Dévasté par l'échec de l'opération yōkai et la mort de l'ancien Gyobu, il devint le fondateur de l'Odori Nembutsu (danse et prière bouddhistes) en rassemblant des Tanukis ordinaires. Avec eux, il se suicida en masse en emmenant tous le monde sur un bateau pour faire la fête jusqu'à la mort.
Inugami Gyōbu : Un tanuki de Matsuyama, préfecture d'Ehime, qui dirige les huit cent huit tanukis. Par rapport aux autres tanukis du film, il a un visage acéré, semblable à celui d'un chien ou d'un loup. Pendant la période Edo, il regrette profondément son implication dans les troubles familiaux du clan Matsuyama, et souhaite réparer son erreur en se mettant au service de la justice jusqu'à la fin de sa vie. L'extrême effort spirituel et mental que lui demande l'opération du défilé Yokai lui coûte la vie.
Otama : Épouse de Gonta. Elle aime profondément son mari et le soigne avec dévouement lorsqu'il est gravement blessé.
Koharu : Fille unique du sixième Kincho. Lorsqu'elle doit s'occuper de Tamasaburo, épuisé par son voyage jusqu'à Komatsushima, elle tombe amoureuse de lui. Cet amour est réciproque et elle lui donne trois enfants.
Hanako : Petite amie de Ponkichi.
Ofuku : Une femelle tanuki qui accompagne Shokichi et ses amis.
Kumataro :  tanuki qui vit au sanctuaire Inari sur Ma-no-Su-Yama. Il se déguise en renard, est le garçon de courses de Shoichi et ensorcelle les humains.
Hayashi : Un tanuki à lunettes qui vit à Fujino-cho (aujourd'hui Sagamihara-shi), dans la préfecture de Kanagawa. Il vient à Tama à l'arrière d'un camion-benne pour enquêter sur l'origine de la terre déversée dans sa forêt. Transformiste débutant, il s'est mis une feuille sur la tête pour prendre l'aspect d'un homme d'âge mûr, mais après être grimpé à l'arrière d'un camion, trop fatigué, il reprend sa forme originelle de tanuki. Tombé sur la route, il est recueilli par les Tanukis de Tama, encore plus motivés à stopper l'urbanisation quand ils entendent son histoire.
Ryutaro : Un bake-kitsune, un renard changeur de forme, de Tama Horinouchi. Comme les Tanukis, il a été privé de sa maison en raison de l'aménagement du territoire. Il utilise donc son art de la métamorphose pour vivre avec un aspect humain et travaille comme propriétaire de host club, dont les hôtesses sont des renards comme lui. Il contacte et invite Kincho pour l'informer du triste sort des renards ordinaires de Tama et de la situation actuelle de ses compagnons survivants. Il l'encourage à utiliser l'art de la transformation pour se fondre dans la société humaine. Il le met en contact avec le directeur du futur parc d'attractions Wonderland pour lui jouer un tour avec des illusions et lui voler son argent.

## Fiche technique
- Titre original : 平成狸合戦ぽんぽこ (Heisei tanuki gassen Ponpoko)
- Titre français : Pompoko
- Réalisation : Isao Takahata
- Scénario : Isao Takahata, d'après une idée originale de Hayao Miyazaki
- Direction de l'animation : Shinji Otsuka, Megumi Kagawa
- Contrôle de l'animation : Hitomi Tateno, Rie Fujimura, Rie Nakagome
- Couleur : Michiyo Yasuda
- Décors : Kazuo Oga
- directeur de la photographie : Atsushi Okui
- Infographie : Yoshinori Sugano
- Son : Yasuo Urakami
- Musique : Yakusa Gakudan, Shang Shang Typhoon
- Production : Hayao Miyazaki (exécutif)
- Sociétés de production : Tokuma Shoten, NTV, Hakuhôdo, Studio Ghibli, Hakuhodo Inc.
- Durée : 119 minutes
- Dates de sortie :
  -  Japon : 16 juillet 1994
  -  France : 1995 (Festival d'Annecy en VO) ; 19 octobre 2005 (en VF)

## Distribution
| Nom des personnages          | Voix japonaise     | Voix française      |
| ---------------------------- | ------------------ | ------------------- |
| Shoukichi (正吉)             | Makoto Nonomura    | Guillaume Orsat     |
| Gonta (権太)                 | Shigeru Izumiya    | François Siener     |
| Oroku (おろく婆, Oroku-baba) | Nijiko Kiyokawa    | Perrette Pradier    |
| Tsurukame Oshō (鶴亀 和尚)   | Kosan Yanagiya     | Henri Labussière    |
| Seizaemon (青左衛門)         | Norihei Miki       | Régis Lang          |
| Ponkichi (ぽん吉)            | Hayashiya Shōzō IX | Patrick Mancini     |
| Tamasaburo (玉三郎)          | Akira Kamiya       | Adrien Antoine      |
| Bunta (文太)                 | Takehiro Murata    | Eric Herson-Macarel |
| Ryutaro (竜太郎)             | Akira Fukuzawa     | Daniel Lafourcade   |
| Okiyo (おキヨ)               | Yuriko Ishida      | Virginie Méry       |
| Kinchō Daimyōjin VI          | Beichō Katsura     | Michel Ruhl         |
| Yashimano Hage               | Beichō Katsura     | René La Fleur       |
| Inugami Gyōbu                | Gannosuke Ashiya   | Jean Lescot         |
| Otama (お玉)                 | Yorie Yamashita    | Barbara Tissier     |
| Hayashi (林)                 | Osamu Katō         | Philippe Valmont    |
| Koharu (小春)                | Yumi Kuroda        | Laura Blanc         |
| Narrator (語り, Katari)      | Kokontei Shinchō   | Patrick Floersheim  |

- Version française
  - Studio de doublage : Dubbing Brothers
  - Direction artistique et adaptation des chansons : Georges Costa
  - Direction artistique / Adaptation des dialogues :  Jean-Marc Pannetier[4]
  - Prise de son et Mixage : Thomas Lafforgue

## Distinctions
- 1995 : Festival international du film d'animation d'Annecy : Cristal du long métrage
- 1995 : Mainichi Film Concours : Lauréat du Meilleur film d'animation
- 1995 : Awards of the Japanese Academy : Lauréat d'un Prix spécial[5]

## Analyse thématique
Pompoko aborde les thèmes de prédilection du studio Ghibli (animaux, mythologie, écologie, etc). En racontant l'expansion de la grande ville de Tokyo, Isao Takahata introduit des thèmes forts comme la profanation d'anciens sanctuaires, la destruction entier d'un écosystème au nom du besoin d'urbanisation.
En somme, ce film nous montre un point de vue pessimiste au sujet de l'écologie et des projets d'urbanisation. Isao Takahata traduit ce mal-être en mettant en scène un combat inégal et perdu d'avance des Tanukis face à la folie démographique humaine. Son message prend la forme d'un film d'animation fantastique et dramatique relaté avec beaucoup d'humour. Le réalisateur a fait le choix de raconter cette fable écologique tout en y mêlant diverses références à la culture et l'art japonais.
Le premier exemple de référence à la culture japonaise se traduit par les inspirations qu'Isao Takahata a exploitées pour créer ses personnages; par exemple le vénérable maître délégué Hage est directement inspiré du célèbre personnage Tortue Géniale, second maître de Goku dans le célèbre manga, Dragon Ball. Le deuxième exemple de référence concerne les références invoquées lors du traitement des esprits durant le défilé des monstres, ce que les Tanukis appellent "la grande opération spectrale". Durant ce passage, un défilé de Yokai en tout genres défilent dans les rues de Tokyo. La plupart de ces créatures proviennent du répertoire folklorique national japonais, mais également de diverses légendes bouddhistes. Il est également important de souligner l'attention portée au dessin d'horreur qui rend hommage à d'un des grands maitres de l'horreur japonais, Shigeru Mizuki. Le défilé des monstres, ou Hyakki yakō (ombrelle unijambiste, femmes au long cou, lanterne béante) exécuté par les Tanukis est aussi un prétexte pour rendre hommage au style de dessin d'un autre grand artiste japonais, Utagawa Kuniyoshi, spécialiste de l'estampe sur bois, notamment à travers le squelette géant que contrôle Gyōbu.

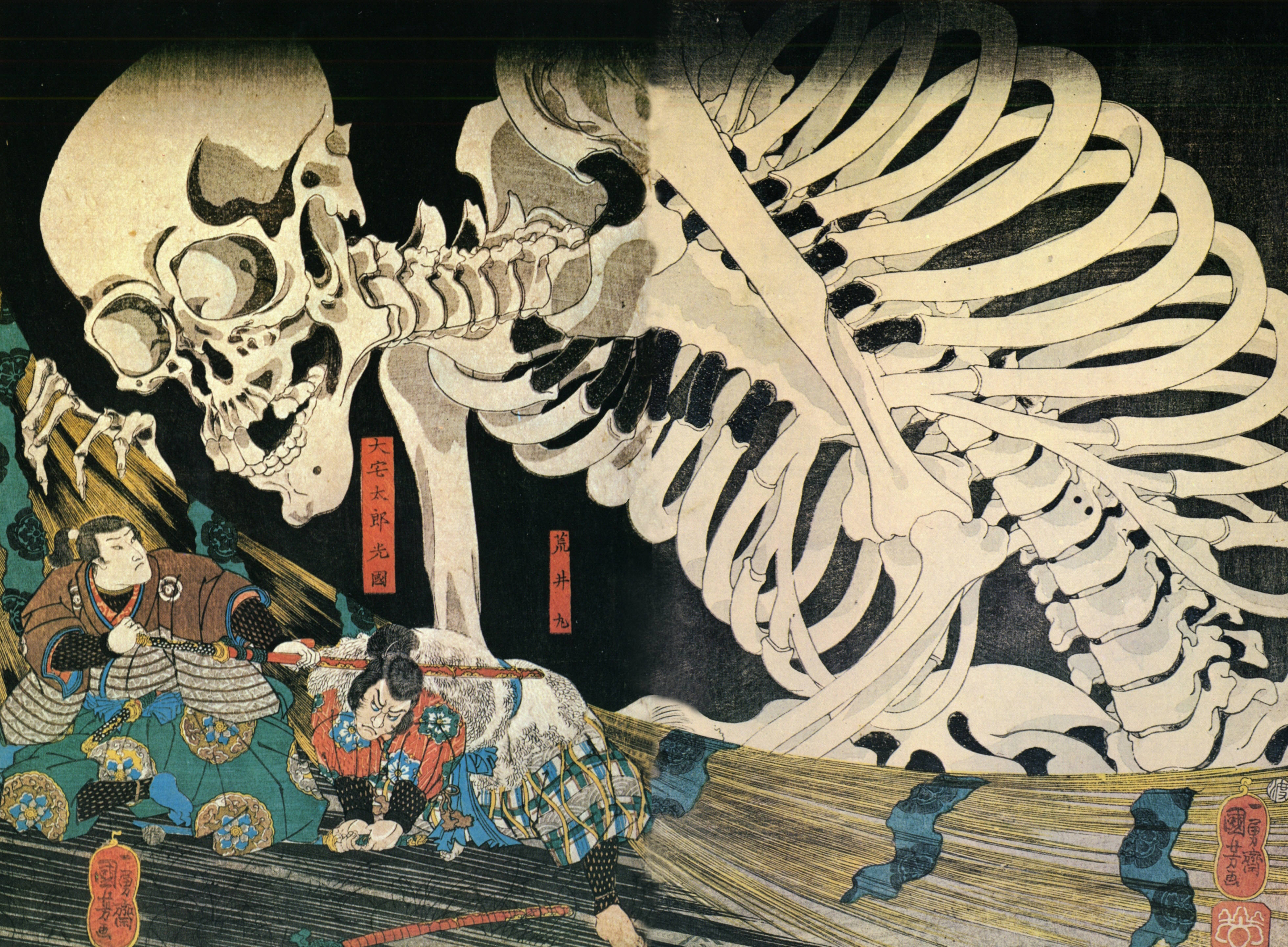
Estampe de squelette géant par Kuniyoshi Utagawa

L'histoire des Tanukis de la Nouvelle Tama peut se lire à travers différents niveaux de lecture. Le premier niveau de lecture est le plus simple à appréhender, il s'agit du combat entre deux espèces différentes. Le deuxième niveau de lecture se traduit par l'aspect documentaire que le film possède à quelques égards. En effet, à ce niveau de lecture nous pouvons comprendre Pompoko, comme un film documentaire montrant comment la faune et la flore dans les environs de Tokyo se sont vues priver de leur territoire par la civilisation moderne et son besoin d'urbanisation sans fin. Le troisième niveau de lecture se comprend par un antagoniste entre la société traditionnelle et la société moderne prenant petit à petit sa place. La conclusion de cette histoire permet de trouver une forme de terrain d'entente entre les deux univers, des havres de paix symbolisés par des parcs et réserves protégés par l'espèce humaine, où Tanukis transformistes et Tanukis ordinaires peuvent se retrouver et célébrer leur culture commune. Ces espaces sont cependant bien soulignés comme insuffisants à abriter le reste de la population Tanuki.
Ces trois niveaux de lecture font écho aux 3 types de représentation des Tanukis et permettent de faire le lien entre la démarche documentaire du film et ses éléments fictionnels.
Le premier type de représentation des Tanukis est la représentation biologique. En effet, c'est la forme sous laquelle les humains voient les Tanukis dans les rues de Tokyo. C'est la forme la plus fidèle à la nature. La deuxième manière de représenter les tanukis est sous une forme plus anthropomorphique. C'est sous cette forme que les tanukis apparaissent le plus souvent durant tout le film. Les tanukis se tiennent sur leurs pattes arrière et marchent à la manière des êtres humains. Cette forme aide le spectateur à pouvoir s'identifier plus aisément aux personnages présentés à l'écran. La troisième et dernière manière de représenter les tanukis est une forme très simplifiée à la manière des cartoons, copiée du manga de Shigeru Sugiura. Cette forme se manifeste quand les tanukis ressentent une forte émotion comme une joie euphorique ou une grande peur.
Il est important de souligner que les humains ne peuvent voir les tanukis que sous leur forme biologique ou sous leur forme transformée en humains, monstres, etc. Les deux dernières formes sont réservées à la sphère de l'intime des Tanukis.
Pour Isao Takahata, le réalisateur du film, « Finalement, ce qui leur arrive, c'est ce que nous vivons : nous sommes des Tanukis obligés de nous déguiser en citadins ! C'est particulièrement vrai, par exemple, pour les ruraux qui viennent travailler à Tokyo, et qui sont victimes du stress, des maladies cardiaques. ».

## Sortie
Le film est sorti au Japon le 16 juillet 1994. Il est sorti en DVD le 16 août 2005 en Amérique du Nord par Walt Disney Studios Home Entertainment en même temps que Mes voisins les Yamada. Optimum Releasing a sorti le film en DVD au Royaume-Uni un an plus tard. Disney a sorti un disque Blu-ray le 3 février 2015. GKIDS a réédité le film en Blu-ray et DVD le 6 février 2018 dans le cadre d'un nouvel accord avec le Studio Ghibli

## Réception et box-office
Pompoko a été le film japonais numéro un sur le marché intérieur en 1994, rapportant 2,63 milliards de yens en revenus de distribution et 4,47 milliards de yens en recettes totales au box-office, devenant ainsi le deuxième film d'animation ayant rapporté le plus d'argent après Le Roi Lion.
Les critiques du Rotten Tomatoes, le film a un taux d'approbation de 86 % sur la base de 14 critiques. Il a été choisi comme soumission japonaise pour l'Oscar du meilleur film en langue étrangère pour cette année-là. Il a remporté le prix du meilleur film d'animation lors de la 49e édition des Mainichi Film Awards.